# Güttenbach
Güttenbach è un comune austriaco di 892 abitanti nel distretto di Güssing, in Burgenland; ha lo status di comune mercato (Marktgemeinde). Abitato anche da croati del Burgenland, è un comune bilingue; il suo nome in croato è Pinkovac.